# The Blue Mask
The Blue Mask es el undécimo álbum de Lou Reed, lanzado por RCA en 1982. Este disco marcó el retorno de Reed a su vieja compañía RCA, siendo a su vez el primer trabajo publicado por el músico tras superar una larga adicción a las drogas y al alcohol. 

## Grabación y contenido
El sonido y estilo del álbum recuerdan en cierta manera a la vieja banda de Reed, The Velvet Underground, recibiendo una elogiosa reseña en la revista Rolling Stone y un puntaje óptimo de 5/5.
Para la portada se usó una versión retocada de la misma fotografía del álbum Transformer en tono azulado. Además, este disco marcó la primera colaboración de Reed con los músicos Robert Quine y Fernando Saunders, quienes los acompañarían durante casi tres años como parte de su banda soporte, la cual también sería muy elogiada por sus shows en vivo.

## Canciones
- Todas las canciones fueron compuestas por Lou Reed.

1. "My House" - 5:25
2. "Women" - 4:57
3. "Underneath the Bottle" - 2:33
4. "The Gun" - 3:41
5. "The Blue Mask" - 5:06
6. "Average Guy" - 3:12
7. "The Heroine" - 3:06
8. "Waves of Fear" - 4:11
9. "The Day John Kennedy Died" - 4:08
10. "Heavenly Arms" - 4:47

## Personal
Músicos
- Lou Reed - Guitarra rítmica y voz.
- Robert Quine - Guitarra líder.
- Fernando Saunders - Bajo eléctrico y coros.
- Doane Perry - Batería.

Producción
- Lou Reed y Sean Fullan - Producción.
- Bill Lacey - Restauración de audio.
- Mike Hartry - Transferencia digital.
- Dalita Keumurian - Dirección de Proyecto.